# توم ميلر (مهندس)
توم ميلر (بالإنجليزية: Tom Miller)‏ هو مهندس أمريكي، ولد في 1950.